# توری هیگینسن
توری هیگینسن (انگلیسی: Torri Higginson؛ زاده ۶ دسامبر ۱۹۶۹) یک هنرپیشه اهل کانادا است.
از فیلم‌هایی که وی در آن نقش داشته‌است می‌توان به تاریخ عشق اشاره کرد.